# 范弗勒克 (加利福尼亞州)
范弗勒克（英語：Van Vleck）是位於美國加利福尼亞州埃爾多拉多縣的一個非建制地區。該地的面積和人口皆未知。

## 地理
范弗勒克的座標為38°46′41″N 120°30′56″W / 38.77806°N 120.51556°W，而該地的平均海拔高度為1185米（即3888英尺）。